# Morellia flavicornis
Morellia flavicornis är en tvåvingeart som först beskrevs av Macquart 1848.  Morellia flavicornis ingår i släktet Morellia och familjen husflugor. Inga underarter finns listade i Catalogue of Life.